# Округ Вошингтон (Тексас)
Округ Вошингтон (енгл. Washington County) је округ у америчкој савезној држави Тексас. По попису из 2010. године број становника је 33.718.

## Демографија
Према попису становништва из 2010. у округу је живело 33.718 становника, што је 3.345 (11,0%) становника више него 2000. године.
| Група             | 2000.          | 2010.          |
| Белци             | 21.515 (70,8%) | 22.394 (66,4%) |
| Афроамериканци    | 5.669 (18,7%)  | 5.947 (17,6%)  |
| Азијати           | 367 (1,2%)     | 445 (1,3%)     |
| Хиспаноамериканци | 2.647 (8,7%)   | 4.641 (13,8%)  |
| Укупно            | 30.373         | 33.718         |